# Белозёров, Иван Павлович
Ива́н Па́влович Белозёров (1 сентября 1918, Харьковская губерния — 14 февраля 2006, Симферополь) — советский лётчик-ас истребительной авиации ВВС ВМФ СССР в годы Великой Отечественной войны, Герой Советского Союза (16.05.1944). Гвардии подполковник (13.03.1954).

## Биография
Родился 1 сентября 1918 года в селе Малые Проходы ныне Дергачёвского района Харьковской области Украины в семье крестьянина. Русский. Окончил неполную среднюю школу и школу фабрично-заводского ученичества в Харькове. Работал токарем на Харьковском паровозостроительном заводе. В 1936 году окончил Всеукраинскую школу лётчиков-планеристов и с 1937 года работал инструктором-планеристом в аэроклубе.
В январе 1939 года призван в ряды Красной армии. В 1940 году окончил Чугуевское военное авиационное училище. Направлен для прохождения службы в ВВС Черноморского флота в 93-ю отдельную истребительную эскадрилью, где служил младшим лётчиком, пилотом и командиром звена.
В боях Великой Отечественной войны с июня 1941 года в составе той же эскадрильи. С августа 1941 года командовал звеном в 94-й отдельной истребительной авиаэскадрилье. В марте 1942 года переведён командиром звена в 8-й истребительный авиационный полк ВВС флота (в апреле 1942 года полку присвоено гвардейское звание и он был преобразован в 6-й гвардейский истребительный авиационный полк ВВС ВМФ), там же вскоре стал заместителем командира эскадрильи. Начал войну на истребителе И-16, позднее освоил более современные Як-1, Як-3 и Як-9.
Почти с первого до последнего дня героической обороны Севастополя лётчик-истребитель И. П. Белозёров защищал небо главной  базы Черноморского флота. С учётом сокращения площадок базирования до Херсонесского аэродрома, авиация базы находилась в стеснённых условиях. Тактика многих немецких пилотов не отличалась новизной: они подкарауливали возвращающиеся с боевого задания наши самолёты и старались сбить их при заходе на посадку — боезапас кончился, истребитель беззащитен. Вот тут-то и приходили на помощь авиаторам зенитчики. Они отгоняли противника от наших садящихся самолётов. Немало немецких машин нашли свою могилу в море недалеко от места базирования плавучей батареи Не тронь меня.
Командир звена И. П. Белозёров и его боевые друзья часто вылетали на поиски врага, встречались лицом к лицу с немецкими асами, почти всегда выходя победителями из жарких воздушных боёв. Днём и ночью, при любой погоде поднимались  они в небо, изучая расположение коммуникаций, выявляя скрытые хитроумной маскировкой живую силу и технику врага. Часто сами наводили на обнаруженные цели ударные авиагруппы.
Много летал И. П. Белозёров на разведку и всегда находил наиболее разумное решение при определении маршрута полёта, направления выхода на объект противника. Такая предусмотрительность помогала ему добывать ценные разведывательные сведения о противнике и избегать встреч с истребителями врага.
Однажды И. П. Белозёров возвращался с очередного боевого задания. Ему удалось обнаружить скопление немецких войск. Об этом срочно следовало не только доложить, а указать точные подходы к цели, наиболее вероятные пункты поражения. Над линией фронта его самолёт подвергся атаке двух немецких истребителей. И. П. Белозёров сделал попытку оторваться от них, но это ему не удалось. Тогда он вступил в бой. Видя, что один из «Мессеров» заходит ему в хвост, И. П. Белозёров быстро изменил направление полёта своей машины и ударил по проскочившему вперёд Ме-109 из пулемётов. «Мессер» качнулся, сорвался в штопор, из которого так и не вышел. Напарник погибшего пилота вышел из боя.
С уменьшением обводов осады летать становилось всё труднее. Сравнительно недалеко немцы установили тяжёлую артиллерию и периодически обстреливали Херсонесский аэродром. Огонь открывался во время взлёта истребителей. Установить этот момент было не трудно, при запуске двигателей, как над аэродромом поднимались огромные клубы красноватой херсонесской пыли. Перехитрить врага помогли наземные специалисты. Они привязывали к автомашинам большие охапки веток и на предельной скорости мчались по взлётной полосе. И почти в ту же секунду начинали рваться тяжёлые снаряды. Отстреляв положенное время, немецкая батарея замолкала. Воспользовавшись этим, истребители прямо из капониров шли на взлёт, чтобы выполнить очередное боевое задание.
В воздушных боях над Севастополем в дни его обороны И. П. Белозёров сбил, как он шутил, пять с половиной немецких самолётов: пять уничтожил лично и один — в паре со своим ведомым.
В те дни лейтенант И. П. Белозёров выполнял и разведывательные вылета: на его истребителе устанавливались импровизированные самодельные фотоаппараты. Механизм соединял аппарат с кнопкой. Лётчик нажимал её, производился снимок и автоматическая перемотка плёнки. На таком самолёте И. П. Белозёрову приходилось неоднократно летать на воздушную разведку. Такие задания поручалось самым смелым и подготовленным пилотам. Лететь приходилось вдоль линии фронта, а зениток у врага в то время хватало с избытком.
Однажды на Херсонес пришла группа крымских партизан. Они рассказали о сложной обстановке и попросили оказать помощь. Было принято решение установить с ними связь, забросить в лес опытного радиста. Но кто и на чём должен лететь в этот труднодоступный район? Выбор пал на И. П. Белозёрова и Ф. Ф. Герасимова. До мельчайших подробностей был разработан план операции, продумана каждая деталь. Лейтенант Ф. Ф. Герасимов на По-2 доставляет радиста, а И. П. Белозёров на истребителе прикрывает его самолёт. В районе Балаклавы — плотная стена огня. Немецкие зенитки пытаются уничтожить наши самолёты, но это им не удаётся. Задание выполнено отлично! Правда, самолёт Ф. Ф. Герасимова при посадке получил повреждение и лётчику пришлось пробираться в Севастополь партизанскими тропами.
Однажды под Севастополем И. П. Белозёров сопровождал группу бомбардировщиков, которые действовали в открытом море, уничтожая транспорты противника, бегущего из Крыма. Большая группа немецких истребителей атаковала наши самолёты. Выполнение важного задания находилось под угрозой. Тогда И. П. Белозёров вступил в бой. В первой же атаке его самолёт попал под пулемётную очередь неприятеля. Лётчик был ранен, но продолжал драться. Сбил два вражеских самолёта и вышел из боя только тогда, когда убедился, что угроза для бомбардировщиков миновала.
К концу марта 1944 года командир звена 6-го гвардейского истребительного авиационного полка гвардии старший лейтенант И. П. Белозёров совершил 300 боевых вылетов, в их числе 85 на прикрытие с воздуха военно-морских бах и 27 - на прикрытие кораблей флота, 113 - на воздушную разведку, 40 - на штурмовку наземных целей. При штурмовках уничтожил 10 немецких автомобилей, 5 конных повозок, 2 орудия мелкокалиберной зенитной артиллерии и 9 зенитных пулемётов. В 34 воздушных боях сбил 8 самолётов противника.
Указом Президиума Верховного Совета СССР от 16 мая 1944 года «образцовое выполнение боевых заданий командования на фронте борьбы с немецкими захватчиками и проявленные при этом отвагу и геройство» гвардии старшему лейтенанту Белозёрову Ивану Павловичу присвоено звание Героя Советского Союза с вручением ордена Ленина и медали «Золотая Звезда» (№ 3805).
Член ВКП(б) с 1944 года. В годы войны был ранен 5 раз. Всего за годы войны выполнил 460 боевых вылетов, но новых побед в воздухе после присвоения звания Героя уже не одержал. По данным М. Ю. Быкова, подтверждёнными являются 5 личных и 2 групповые победы черноморского аса. 
После войны продолжил службу в ВВС ВМФ СССР. Ещё в феврале 1945 года он убыл на учёбу, в июле того же года окончил Высшие офицерские курсы Военно-воздушных сил Военно-морского флота в Моздоке. С сентября 1945 года служил штурманом 11-го гвардейского ИАП ВВС Черноморского флота. С сентября 1946 года — командир лётной группы 4-й авиатехнической базы ВВС флота. С июля 1947 года являлся лётчиком-испытателем 2-й смешанной авиационной эскадрильи, с ноября 1947 года — лётчиком 560-го отдельного транспортного авиационного полка ВВС ВМФ. С мая 1948 года — командир экипажа 260-й транспортной авиационной эскадрильи. С декабря 1951 года — командир экипажа 843-й отдельной учебно-тренировочной эскадрильи. С июля 1953 года - командир экипажа самолёта Ли-2 авиаотряда Управления авиации ВМС. С ноября 1955 года — командир 32-го отдельного авиаотряда, с марта 1958 года — эскадрильи Управления 88-й минно-торпедной авиационной дивизии ВВС Черноморского флота. С июня 1961 года подполковник И. П. Белозёров — в запасе. 
Жил в городе Симферополь. Работал старшим диспетчером авиационного предприятия гражданской авиации. В 1988 году вышел на пенсию.
Являясь членом Железнодорожного совета ветеранов, занимался большой общественной деятельностью среди военнослужащих в отставке и членов их семей, вносил большой вклад в укрепление и единение организаций ветеранов Крыма. За добросовестный труд был награждён в 1999 и 2005 годах Почётными грамотами Президиума Верховной Рады Автономной Республики Крым. Автор мемуаров об участии в Великой Отечественной войне.
Умер 14 февраля 2006 года. Похоронен на кладбище «Абдал» в Симферополе.

## Награды
- Медаль «Золотая Звезда» Героя Советского Союза (16.05.1944, № 3805)
- Орден Ленина (16.05.1944)
- Два ордена Красного Знамени (13.05.1942, 22.05.1943)
- Два ордена Отечественной войны I степени (1.03.1944, 11.03.1985)
- Орден Красной Звезды (30.04.1954)
- Медали, в том числе:
  - Медаль «За боевые заслуги» (20.06.1949)
  - Медаль «За оборону Одессы»
  - Медаль «За оборону Севастополя»
  - Медаль «За оборону Кавказа»
  - Медаль «За победу над Германией в Великой Отечественной войне 1941—1945 гг.»
  - Юбилейная медаль «Двадцать лет Победы в Великой Отечественной войне 1941—1945 гг.»
  - Юбилейная медаль «Тридцать лет Победы в Великой Отечественной войне 1941—1945 гг.»
  - Юбилейная медаль «Сорок лет Победы в Великой Отечественной войне 1941—1945 гг.»

## Сочинения
- Белозёров И. П. В небе Таврии: Записки летчика-истребителя. — Симферополь: Таврия, 1975. — 65 000 экз.

## Память
- Мемориальная доска установлена в Симферополе на доме, в котором жил Герой (ул. Киевская, дом 94).
- Фамилия Героя — на мемориале авиаторам-черноморцам в Севастополе.